# Gyrineum
Genre
Synonymes
- sous-genre Sassia (Gyrineum) Link, 1807

Gyrineum est un genre de gastéropodes de la famille des Cymatiidae.

## Synonymes
- genre Apollon Montfort, 1810[1]
- genre Biplex Perry, 1810[1]
- genre Gyrinella Dall, 1924[1]
- sous-genre Argobuccinum (Gyrineum) Link, 1807[1]
- sous-genre Bursa (Apollon) Montfort, 1810[1]
- sous-genre Bursa (Biplex) Perry, 1810[1]
- sous-genre Gyrineum (Biplex) Perry, 1810[1]
- sous-genre Sassia (Gyrineum) Link, 1807[1]

## Liste des espèces
Selon World Register of Marine Species (18 janvier 2021) :
- Gyrineum aculeatum (Schepman, 1909)
- Gyrineum bituberculare (Lamarck, 1816)
- Gyrineum bozzettii (Beu, 1998)
- Gyrineum concinnum (Dunker, 1862)
- Gyrineum cuspidatum (Reeve, 1844)
- Gyrineum gyrinum (Linnaeus, 1758)
- Gyrineum hirasei (Kuroda & Habe in Habe, 1961)
- Gyrineum lacunatum (Mighels, 1845)
- Gyrineum longicaudatum Beu, 1998
- Gyrineum natator (Röding, 1798)
- Gyrineum perca (Perry, 1811)
- Gyrineum pulchellum (G. B. Sowerby I, 1825)
- Gyrineum pusillum (Broderip, 1833)
- Gyrineum roseum (Reeve, 1844)
- Gyrineum wilmerianum Preston, 1908

## Galerie

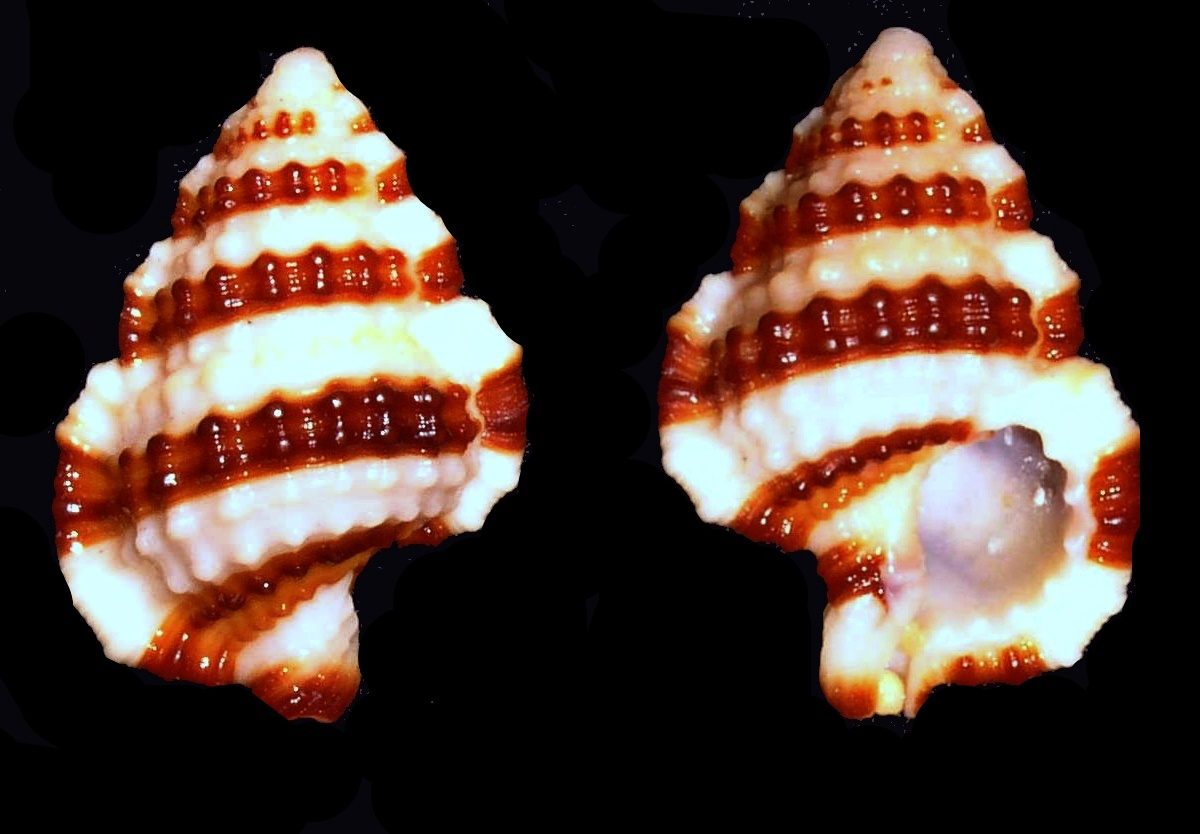
Gyrineum gyrinum.
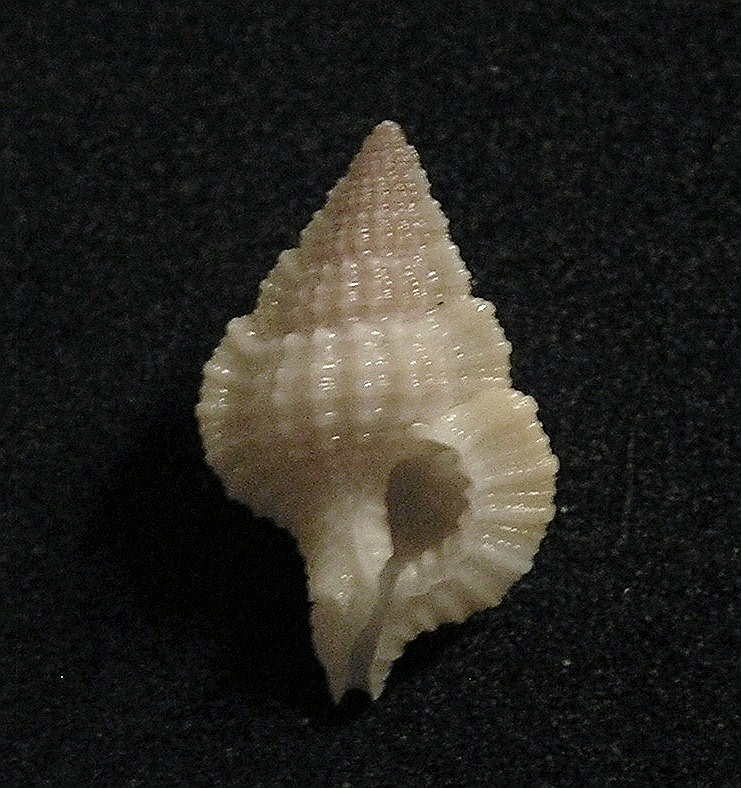
Gyrineum hirasei.
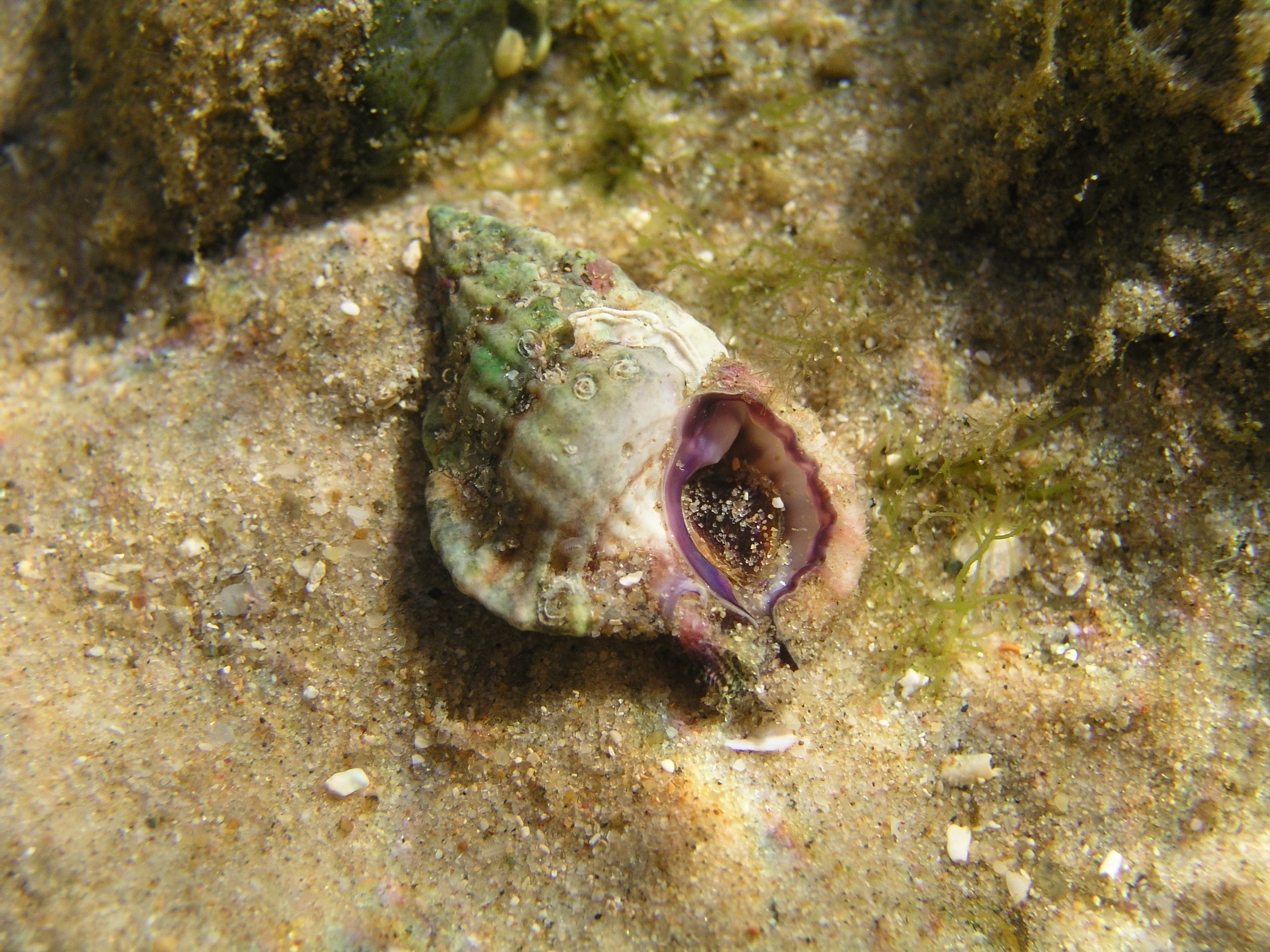
Gyrineum lacunatum.
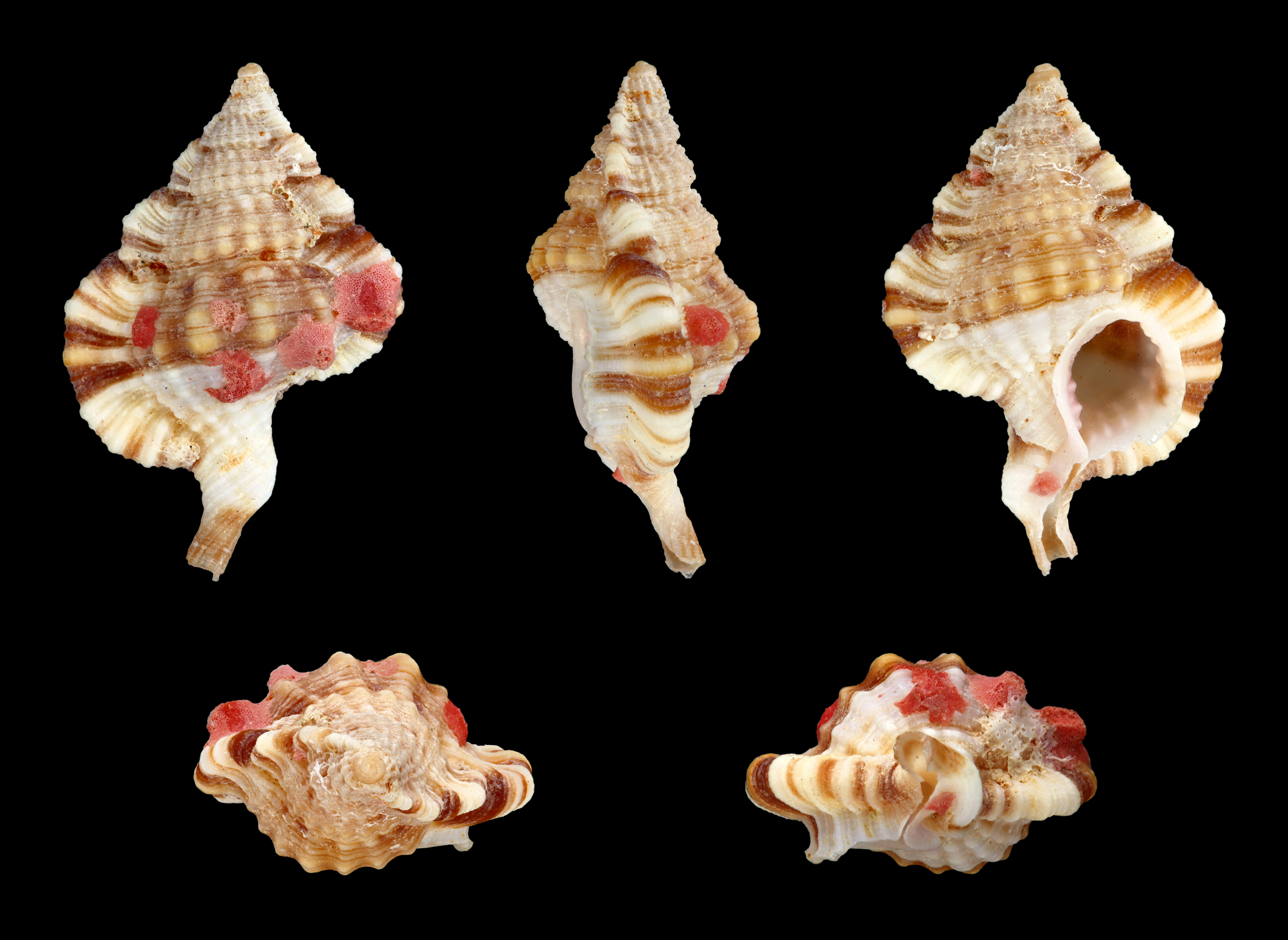
Gyrineum longicaudatum.
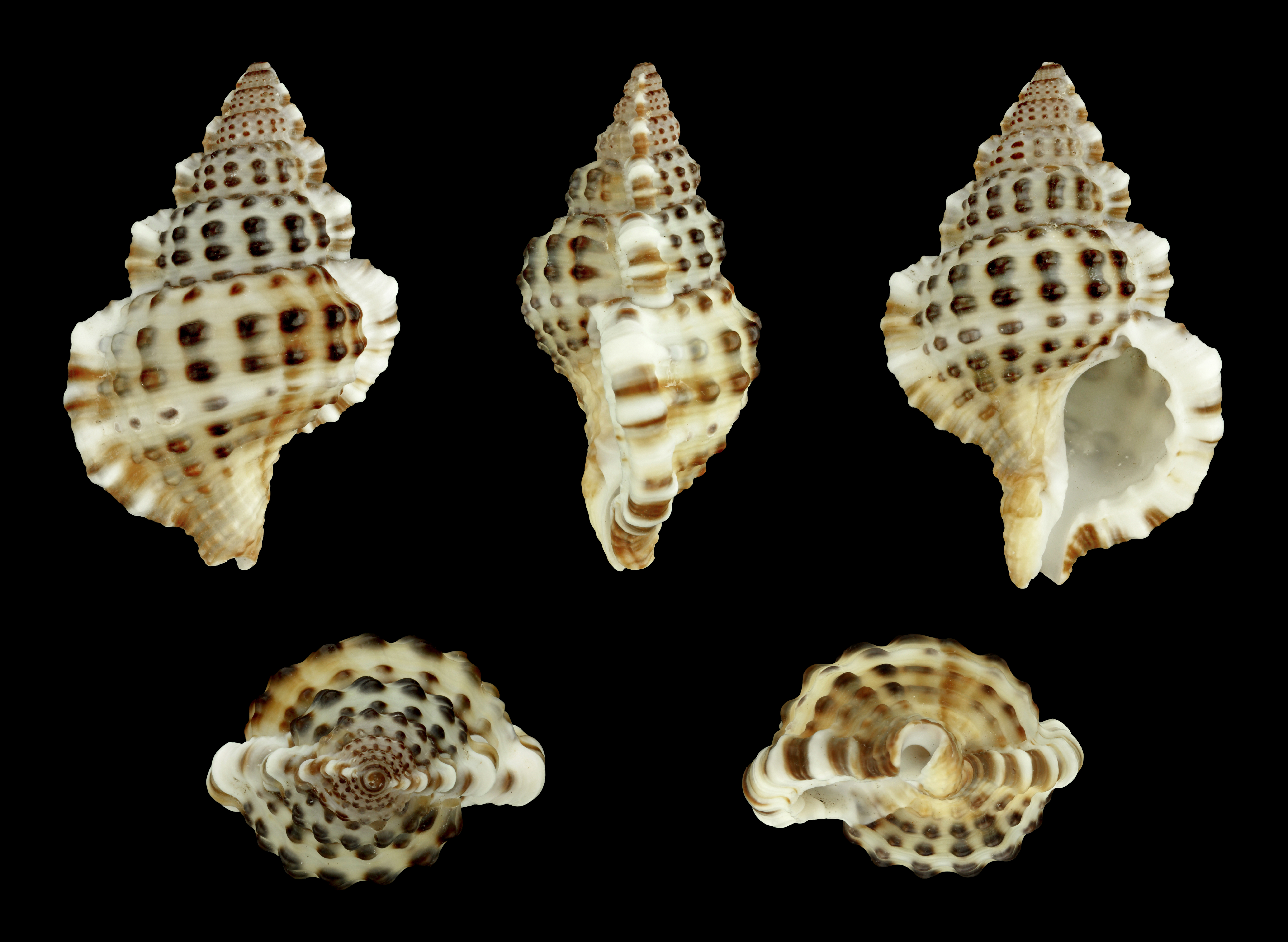
Gyrineum natator.
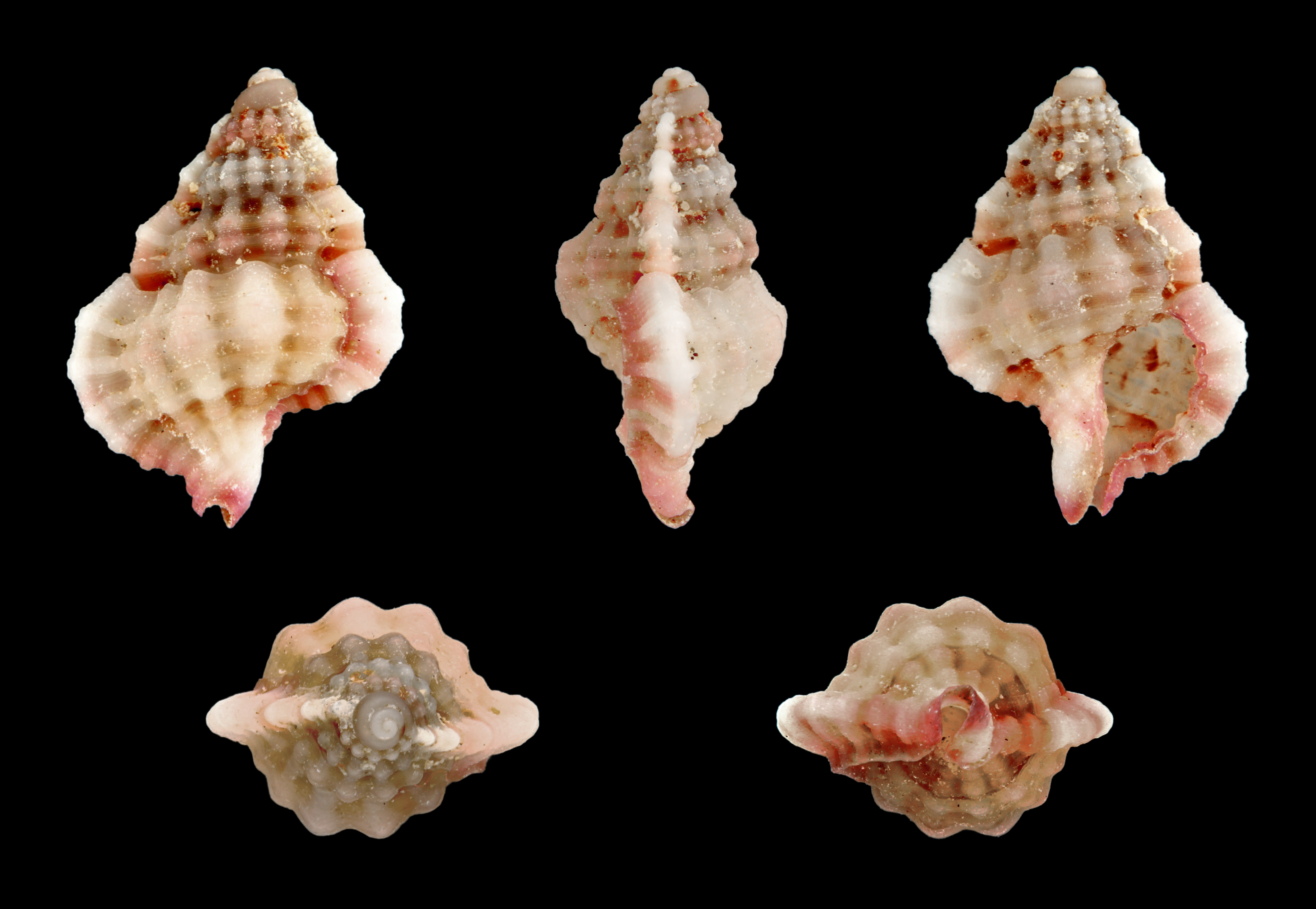
Gyrineum pusillum.
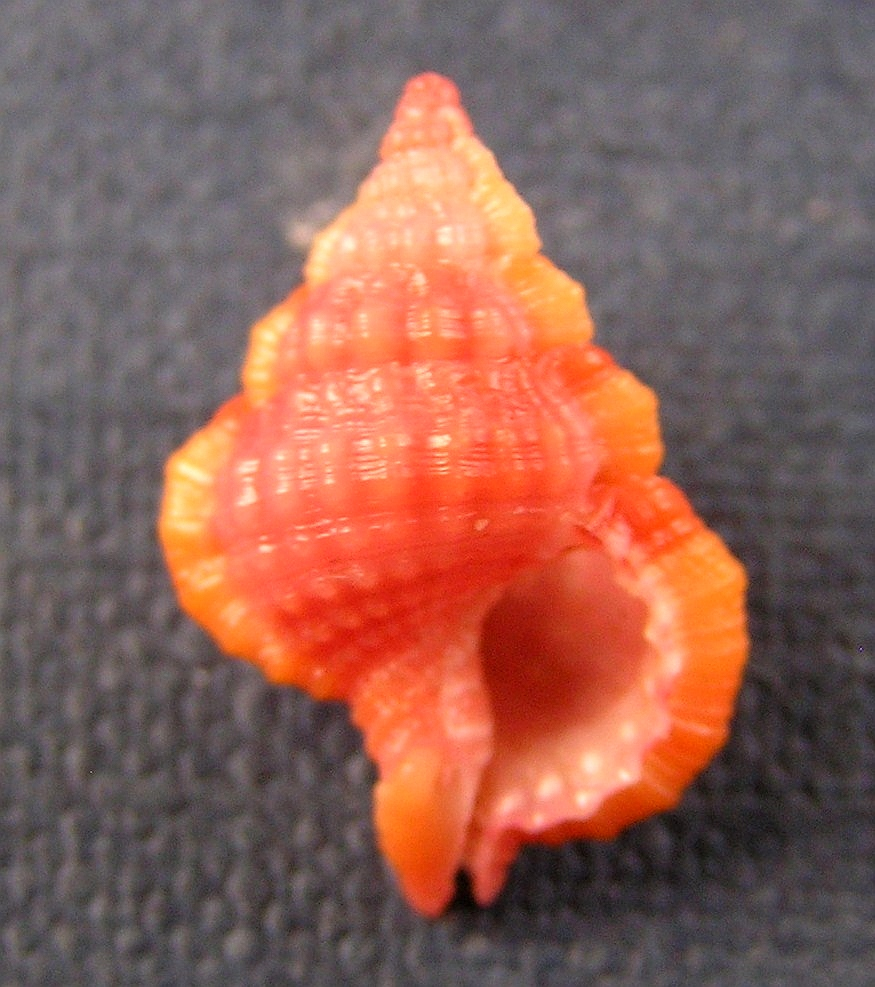
Gyrineum roseum.
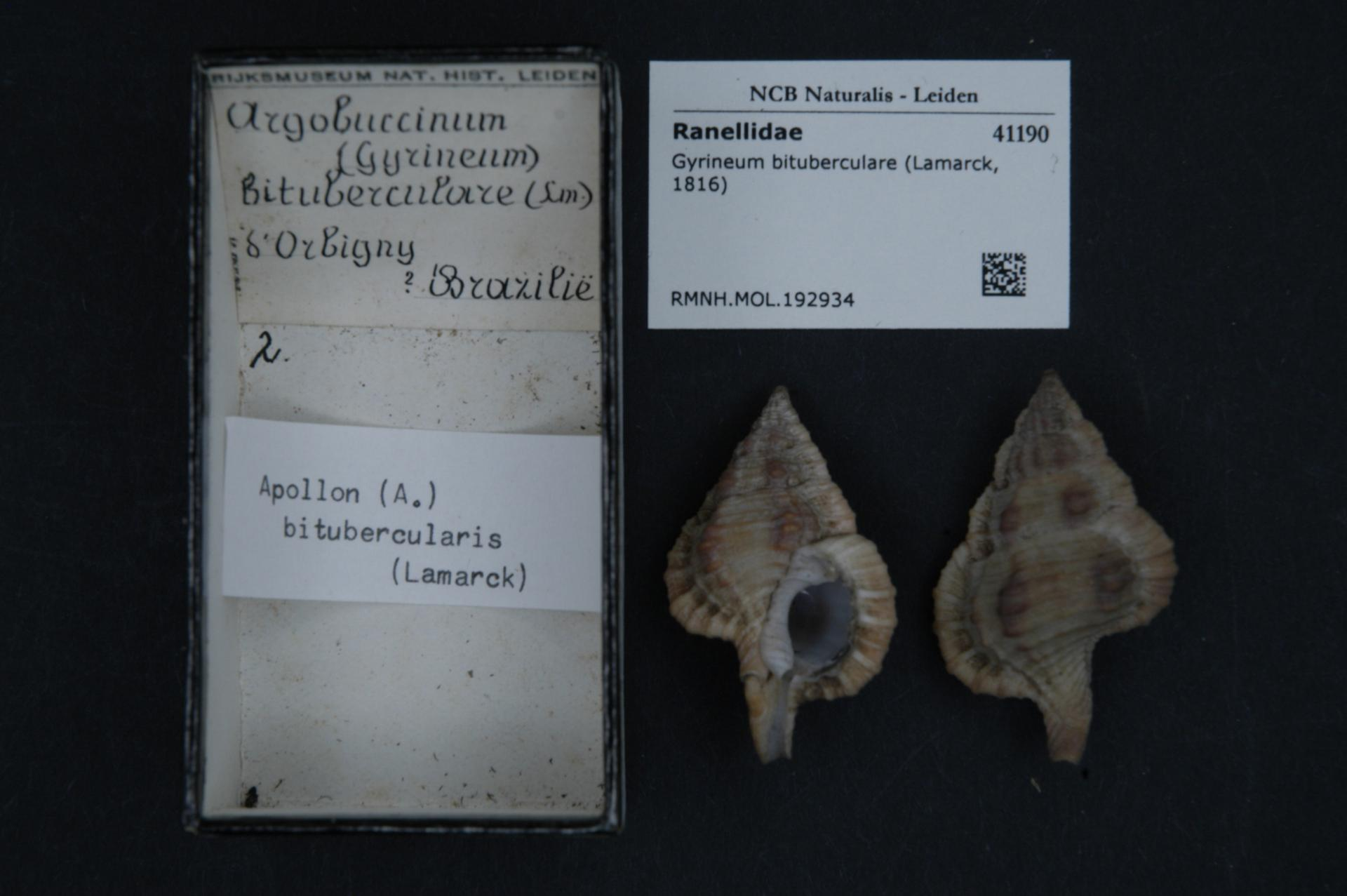
Gyrineum bituberculare.
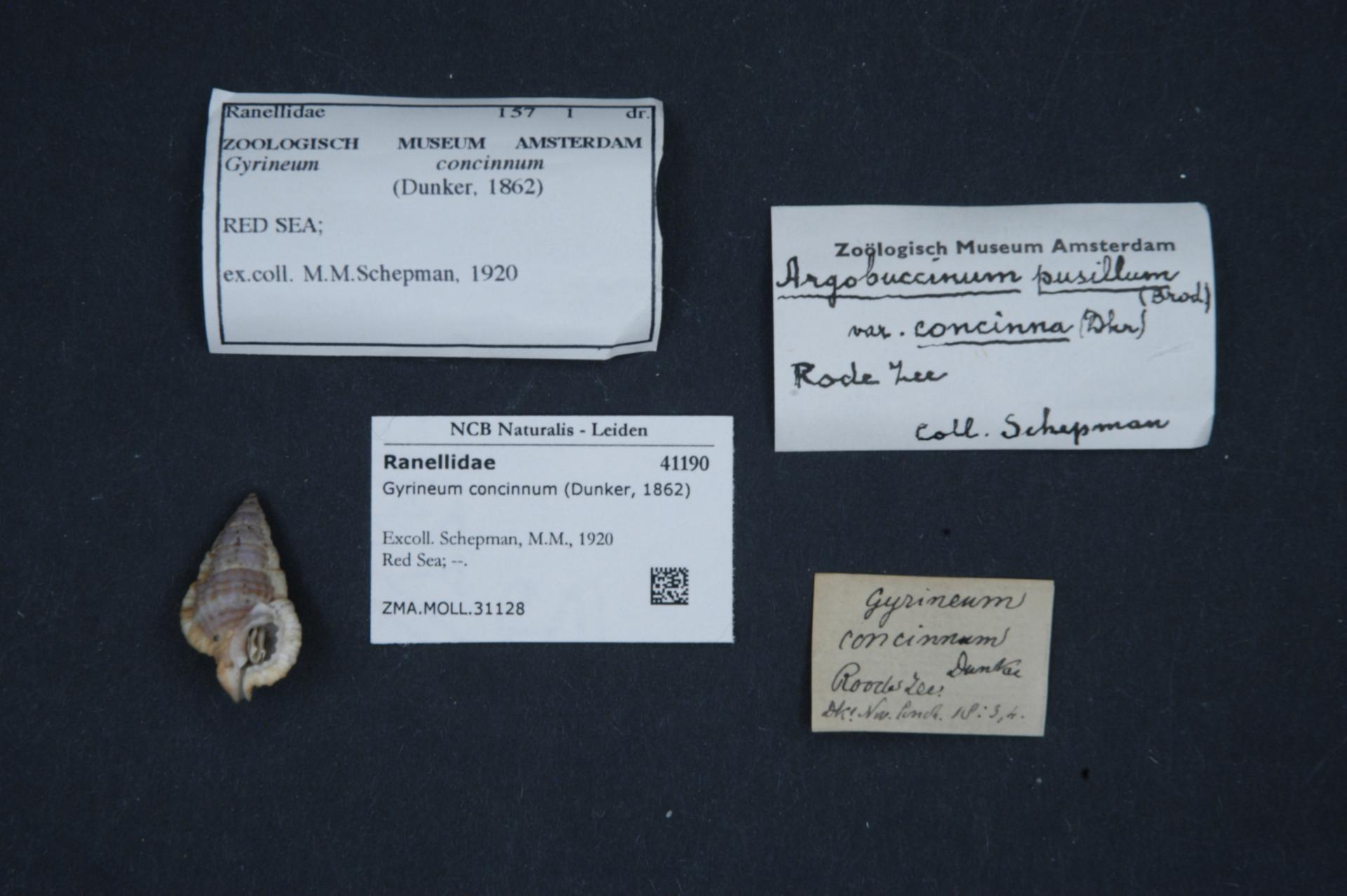
Gyrineum concinnum.
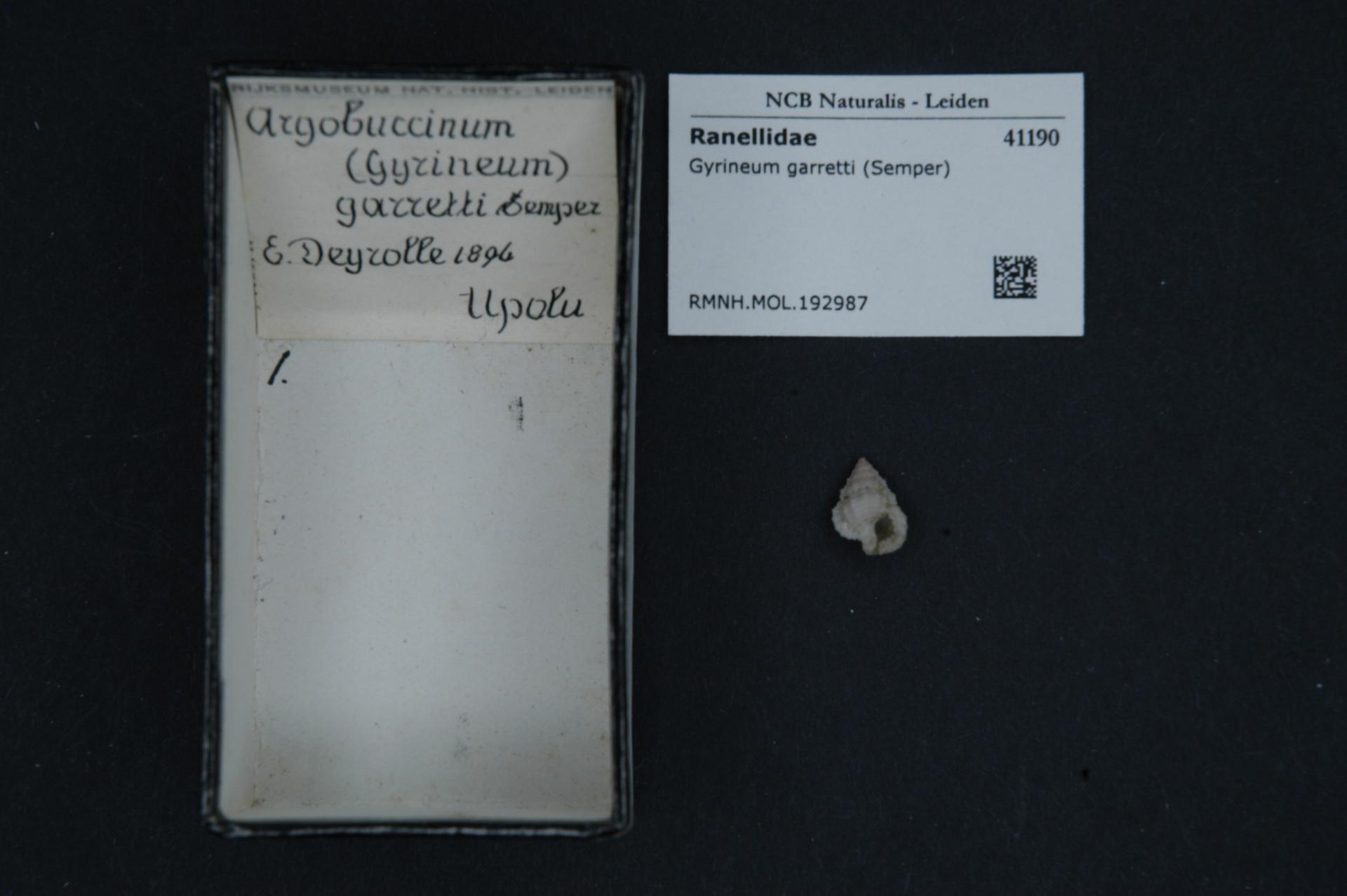
Gyrineum garretti.